# 栄羽弥
栄羽 弥（さこう わたり、5月16日 - ）は、日本の漫画家。栃木県出身。血液型はO型。趣味は犬と戯れること。『ザ・フレンド』（講談社）1995年11月号に掲載された「QUEEN'S LOVE SONG」でデビュー。主に『デザート』（同）で活動している。

## 作品リスト

### 連載
- コスプレ☆アニマル（講談社『デザート』2004年5月号 - 2010年5月号、全14巻）
- Shape of Love お水でみつけた本気の恋（全1巻、オムニバスコミック「ラブカレ 極上メンズ読本!スーツ男子」収録）
- ラブオール!（講談社『デザート』2010年9月号 - 2011年10月号、全3巻）
- 女神のリーブラ（講談社『デザート』2012年5月号 - 2013年12月号、全4巻）
- ハニー・ホリック（講談社『デザート』2014年8月号 - 2016年6月号、全4巻）
- お世話係はままならない（講談社『デザート』2017年1月号 - 10月号、全2巻）
- 一度は彼女になってみたい!（講談社『デザート』2018年11月号[2] - 2020年9月号[3]、全4巻）
- あたし専属、魔法使いさま!（講談社『デザート』別冊付録「Blue」2021年7月号[4] - 2022年11月号[5]、全2巻）
- 手錠とはちみつ（講談社『姉フレンド』86号[6] - ）

### 読切
- バスガイド物語（短編集「バスガイド物語」収録）
- 恋の選択 BODY or SOUL?（短編集「バスガイド物語」収録）
- ネコ女（短編集「バスガイド物語」収録）
- 愛の法則・メガミックス（短編集「バスガイド物語」収録）
- からだのいいなり（オムニバスコミック「ラブカレ 極上メンズ読本!GOLD」、「コスプレ☆アニマル」1巻収録）
- 天使のゆびさき 悪魔のくちびる（オムニバスコミック「アニマル・ラブ」、「コスプレ☆アニマル」1巻収録）
- 寸止め!（オムニバスコミック「ラブカレ 極上メンズ読本!BLACK」、「コスプレ☆アニマル」1巻収録）
- シュラバタイプ×4秒マジック（オムニバスコミック「自己BEST1巻」、「ラブカレ 極上メンズ読本!」収録）
- MU5-マジな浮気の5秒前-（『THEデザート』2011年11月号掲載）
- あたしの○○についてどう思う?（『THEデザート』2013年7月号掲載）
- 好きな人がいること〜seventeen〜（『デザート』2016年9月号別冊付録）[7]
- 溺愛なんていりません。（『Cocohana』2024年7月号[8]、2024年8月号[9]） - 前後編